# Отворено првенство Катара за мушкарце 2012.
Отворено првенство Катара за мушкарце 2012 (познат и под називом Qatar ExxonMobil Open 2012) је био тениски турнир који је припадао АТП 250 серији у сезони 2012. То је било двадесето издање турнира који се одржао на тениском комплексу у Дохи у Катару од 2. јануара 2012. — 7. јануара 2012. на тврдој подлози.

## Поени и новчане награде

### Распоред поена
| Конкуренција | П   | Ф   | ПФ | ЧФ | 2К | 1К  | КВ  | КВ3 | КВ2 | КВ1 |
| Појединачна  | 250 | 150 | 90 | 45 | 20 | 0   | 12  | 6   | 0   | 0   |
| Парови       | 250 | 150 | 90 | 45 | 0  | Н/Д | Н/Д | Н/Д | Н/Д | Н/Д |

### Новчане награде
| Конкуренција | П        | Ф       | ПФ      | ЧФ      | 2К      | 1К     | КВ  | КВ3 | КВ2 |
| Појединачна  | $175,380 | $92,360 | $50,030 | $28,500 | $16,795 | $9,950 | Н/Д | Н/Д | Н/Д |
| Парови*      | $56,160  | $29,520 | $16,000 | $9,160  | $5,360  | Н/Д    | Н/Д | Н/Д | Н/Д |

*по тиму

## Носиоци
| Држава | Играч            | Позиција | Носилац |
| ------ | ---------------- | -------- | ------- |
| ШПА    | Рафаел Надал     | 2        | 1       |
| ШВА    | Роџер Федерер    | 3        | 2       |
| ФРА    | Жо-Вилфрид Цонга | 6        | 3       |
| ФРА    | Гаел Монфис      | 15       | 4       |
| СРБ    | Виктор Троицки   | 21       | 5       |
| РУС    | Алекс Богомолов  | 34       | 6       |
| РУС    | Михаил Јужни     | 35       | 7       |
| ИТА    | Андреас Сепи     | 38       | 8       |

### Други учесници
Следећи играчи су добили специјалну позивницу за учешће у појединачној конкуренцији:
- Џабор ел Мутава
- Сергеј Бупка
- Малек Џазири

Следећи играчи су ушли на турнир кроз квалификације:
- Матијас Бахингер
- Денис Гремелмајр
- Роберто Баутиста Агут
- Грега Жемља

### Одустајања
Следећи играчи су одустали због повреда у току турнира::
- Алекс Богомолов (повреда десног зглоба - друго коло)
- Роџер Федерер (повреда леђа - полуфинале)

### Носиоци у конкуренцији парова
| Држава | Играч            | Држава | Играч          | Позиција1 | Носиоци |
| ------ | ---------------- | ------ | -------------- | --------- | ------- |
| УК     | Колин Флеминг    | УК     | Рос Хачинс     | 76        | 1       |
| САД    | Џејмс Серетани   | БЕЛ    | Дик Норман     | 94        | 2       |
| ИТА    | Данијеле Брачали | ИТА    | Потито Стараче | 95        | 3       |
| УКР    | Сергеј Стаховски | РУС    | Михаил Јужни   | 107       | 4       |

### Други учесници
Следећи играчи су добили специјалну позивницу за учешће у конкуренцији парова:
- Џабор ел Мутава /  Мохамед Гариб
- Шериф Сабри /  Мохамед Сафват

### Одустајања
- Алекс Богомолов (повреда десног зглоба - друго коло)

## Шампиони

### Појединачно
Жо-Вилфрид Цонга је победио  Гаела Монфиса са 7:5, 6:3
- Цонги је то била прва (од две) титуле те сезоне и осма у каријери.

### Парови
Филип Полашек /  Лукаш Росол су победили  Кристофера Каса /  Филипа Колшрајбера са 6:3, 6:4
- Полашеку је то била прва (од две) титуле те сезоне и осма (од 11) у каријери.
- Росолу је то била једина титуле те сезоне и прва у каријери у конкуренцији парова.